# Waterkering
Een waterkering is een object dat als functie het tegenhouden van (oppervlakte)water heeft. Het kan de grens vormen tussen twee peilgebieden, of achterliggend land beschermen tegen oppervlaktewateren zoals zeeën, meren en rivieren.
Juridisch onderscheidt men:
- Primaire waterkeringen.
- Regionale waterkeringen die ook wel secundaire waterkeringen genoemd worden.In normaal taalgebruik worden deze keringen ook wel binnendijken genoemd.
- Overige waterkeringen (bijv. zomerkades).

Fysiek onderscheidt men:
- Dijken (dijk, kade, wal)
- Vaste dammen
- kunstwerken (damwand, beer, sluis, coupure, stormvloedkering)
- Duinen
- Hoge gronden

De zelfsluitende waterkering is een systeem om gebieden te beschermen tegen overstromingen door zware regenval, stormen en snel smeltende sneeuw. Het systeem is in Nederland ontwikkeld en geeft bescherming tegen extreem hoge waterstanden. De barrier is gebouwd en geïnstalleerd in verschillende landen rond de wereld sinds 1998. Het succes kan worden toegeschreven aan het concept door gebruik te maken van het rijzende water waardoor de barrier automatisch omhoog komt; effectief gebruik makend van het probleem dat de oplossing creëert. In rustpositie is de barrier onzichtbaar ter plaatse en beschermt ze zichzelf volledig in een goot in de grond. In het geval van een overstroming komt de drijvende keerwand direct omhoog door het stijgende waterniveau en zal zo een volledige bescherming bieden voor het achterland. In Amerika beschermen twee zelfsluitende waterkeringen zo het ondergrondse gedeelte van Nationale Archief in Washington DC, in Engeland beschermt een kering van 120 meter barrier de stad Cockermouth en in Nederland beschermt een kering van 300 meter de stad Spakenburg.